# Mythologie hindoue

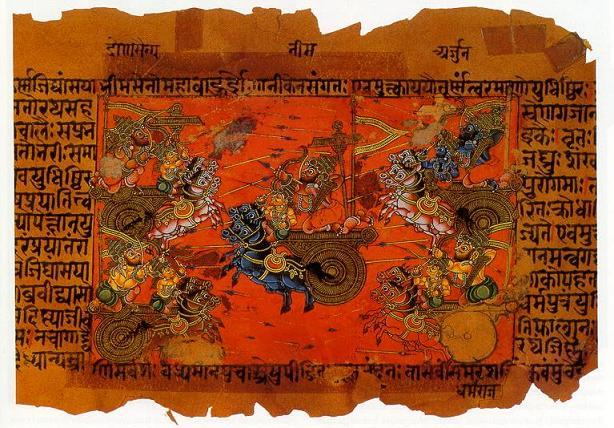
Manuscrit illustré de la bataille de Kurukshetra, entre les Kauravas et les Pandavas, telle que racontée dans le Mahabharata.

La mythologie hindoue regroupe un grand nombre de récits principalement issus de la littérature sanskrite, en particulier les épopées du Mahabharata et du Ramayana, les Puranas et les Vedas. La littérature tamoule (en) ancienne et les textes en autres langues fournissent une littérature abondante.
Les textes de la mythologie hindoue détaillent une époque ancienne où vivaient des divinités, animaux et démons légendaires. Ils offrent une cosmogonie débutant par le barattage de la mer de lait, et de nombreux récits de batailles, avec des cycles de création et de dissolution, ou Pralaya. Ces textes sont entrecoupés de discours philosophiques et moraux. La mythologie hindoue compte de très nombreuses divinités, souvent liées à un ou plusieurs éléments. La trinité, ou Trimūrti, se compose du dieu créateur Brahma, du dieu du maintien Vishnu et du dieu destructeur Shiva, qui influencent le destin de l'humanité. La notion de cycle est très présente à travers le manvantara, composé de quatre yugas, des âges qui se succèdent en suivant la dégradation morale et physique de l'espèce humaine.
La mythologie hindoue forme la base du Védisme, puis de l'Hindouisme. Elle influence la philosophie indienne et d'autres religions, comme le Bouddhisme et le Jaïnisme. Le comparatisme indo-européen a révélé de nombreux points communs entre cette mythologie et celle des peuples indo-européens.

## Histoire
Durant l'époque védique, les divinités hindoues n'étaient probablement pas vénérées sous forme d'images ou d'icônes, mais déjà imaginées et même représentées sous une forme humaine, comme tend à le démontrer la mention d'une représentation peinte de Rudra, dans le Rig-Veda.

## Sources

### Vedas

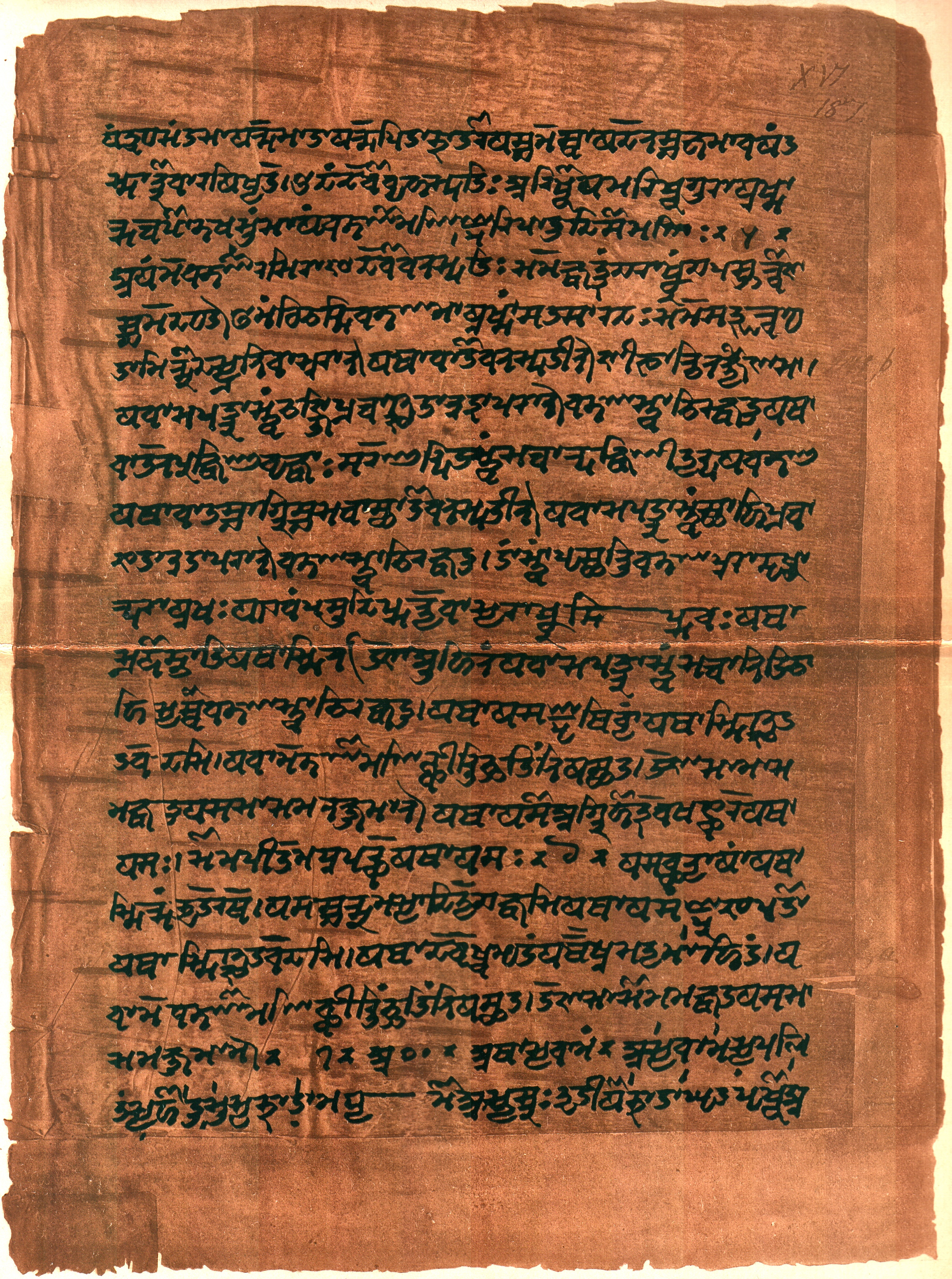
Page manuscrite de l'Atharva-Veda, codex Cashmiriensis, folio 187a.

Les Vedas - parfait et éternel - figurent parmi les plus anciens textes littéraires de l'humanité composés à la louange des éléments de la nature : air, eau, soleil, tonnerre, feu, etc. Ils sont la principale source d'information concernant les divinités de l'époque védique. La croyance populaire veut qu'ils soient d'origine divine, d'abord transmis oralement de rishi en rishi ("voyants", sages védiques), selon un ensemble de données ayant trait à l'essence même du monde, puis compilés par Vyâsa. Les quatre Védas (du plus ancien au plus récent, Rig-Veda, Yajur-Veda, Sama-Veda et Atharva-Veda) forment les plus anciens textes mythologiques de l'Inde et sont à l'origine du Védisme, la religion mère de l'Hindouisme.
Ces textes font l'objet de très nombreux débats et commentaires, tant en ce qui concerne leur contenu que pour estimer la légitimité d'une version par rapport à une autre.

### Récits mythologiques
Les principaux récits mythologiques, contenus dans les smirti (tradition), ont un caractère moins sacré, et regroupent les  Épopées: le Rāmāyana, qui raconte la vie de Râma, septième avatar du dieu Vishnu, le Mahābhārata qui met en scène le huitième avatar de Vishnu, Krishna et les Puranas. La lecture des Veda est interdite aux castes inférieures (les femmes et basses castes) elles ont donc accès à des textes qui sont composés pour elles, les Puranas qui mêlent cosmogonie et légendes, Ces textes ont une grande influence sur la culture indienne, racontant l'histoire des dieux, servant de parabole et de source de dévotion pour les hindous.

## Éléments mythiques

### Panthéon védique

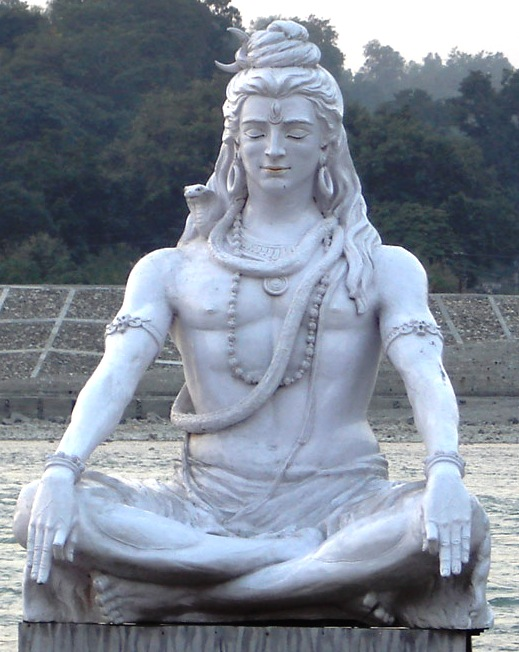
Statue de Shiva en méditation, à Rishikesh.

La mythologie hindoue se fonde sur une trinité divine. Les trois divinités majeures de la triade védique, signalées par Yaska, sont Agni sur terre, Vâyu ou Indra dans les airs, et Sûrya dans le ciel. Plus tard, la Trimūrti retient trois autres divinités : Brahma, crée le monde et représente son unité fondamentale, l'absolu cosmique ; Vishnu, créateur solaire, le conserve et Shiva, peut le détruire ou hâter son renouvellement. La particularité de la mythologie hindoue réside dans le pragmatisme de cette trinité. Ces trois visages de l'éternité influent directement sur le destin humain, en se manifestant dans la dimension temporelle.
Le Rig-Veda cite 33 dieux, 11 dans le ciel, 11 sur terre et 11 dans l'air. Ces divinités se voient prêter différentes origines et diverses façons d'acquérir l'immortalité, qui ne leur est pas intrinsèque. Avec le temps, la description des divinités hindoues a évolué. Les dieux védiques sont assez flous et peu décrits. Ceux des Purana sont beaucoup plus caractérisés, ils sont même soumis aux passions humaines.
Dyaus Pitar (le ciel) et Prithvi (la Terre) sont les plus anciennes divinités de ce panthéon. Le Rig-Veda les présente comme les parents des autres dieux. Les textes plus récents en font des créations d'Indra. Ce dernier les a vraisemblablement supplantés en tant que « père céleste » et divinité majeure des croyances hindoues. Prithvi est représentée sous la forme d'une vache, les bienfaits de la Terre sont symbolisés par son lait. Elle donne naissance à Manu, l'ancêtre de l'humanité, sous la forme d'un veau.

### Les gardiens des Orients
Certains dieux védiques seront associés dans l'hindouisme à des éléments ou à des fonctions spécifiques et seront intégrés dans les panthéons hindouistes comme gardiens des Orients (dikpâla) : Indra ou Shakra (roi des dieux, régisseur du paradis inférieur Amaravati, porteur de la foudre et dieu de la pluie), Varuna (dieu des eaux), Yama (dieu de la mort), Kubera (dieu des métaux précieux, des minerais, des joyaux et de la richesse), Agni (dieu du feu), Surya (dieu du soleil), Vayu (dieu du vent), et Chandra ou Soma (dieu de la Lune). Yama, Indra, Varuna et Kubera sont connus sous le nom de Lokapalas, c'est-à-dire les « gardiens de l'univers ».

### Yugas

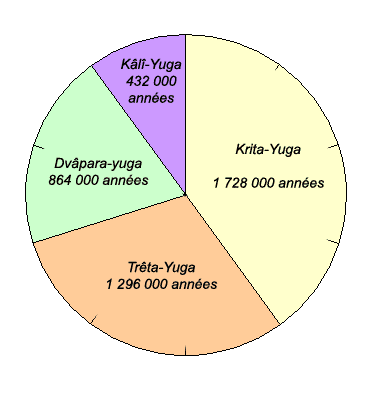
Les quatre âges, ou Yugas, et leur durée d'après la cosmogonie hindoue.

La cosmogonie hindoue repose sur une succession de quatre âges, ou yugas, qui forment eux-mêmes un cycle circulaire et éternel, ou manvantara. Ils sont asymétrique et de durée inégale. À la fin du cycle, le monde est détruit puis recréé. Chaque âge qui succède à la re-création correspond à une dégradation morale et physique de l'espèce humaine. Le dharma marche sur quatre jambes pendant le Krita Yuga, sur trois pendant le Trêta Yuga, sur deux pendant le Dvâpara Yuga, et seulement une pendant le Kâli Yuga.

### Pralaya
Le thème du déluge est présent dans la mythologie hindoue à travers le Pralaya (dissolution du monde), en particulier dans le texte du Shatapatha Brahmana. Manu est informé de l'imminence de cette destruction par Matsya le poisson, un avatar du dieu Vishnou. Il se manifeste lui-même sous cette forme pour débarrasser le monde des êtres humains moralement dépravés et protéger les pieux, mais aussi tous les animaux et les plantes.
Après le déluge, le seigneur Vishnou inspire la Manusmriti, largement inspirée des Vedas, qui détaille un code de conduite moral applicable dans la vie quotidienne, et notamment la division de la société en un système de castes.

## Analyse
D'après Jean Herbert, la mythologie hindoue a pour particularité essentielle de constituer un « message » au-delà de l'aspect distrayant ou pittoresque de ses récits. D'après lui, cet aspect est à l'origine du succès de cette mythologie dans l'Europe, dont les progrès ne répondent pas au désir de bonheur, de sagesse et de spiritualité de la population. Il estime également que la mythologie hindoue est plus riche, vaste et profonde que n'importe quelle école philosophique occidentale. La reconnaissance de la valeur scientifique de cette mythologie est par contre rendue difficile en Occident, en raison de l'opposition systématique entre science et mysticisme, une opposition qui n'existe pas en Inde.

### Une mythologie «vivante»

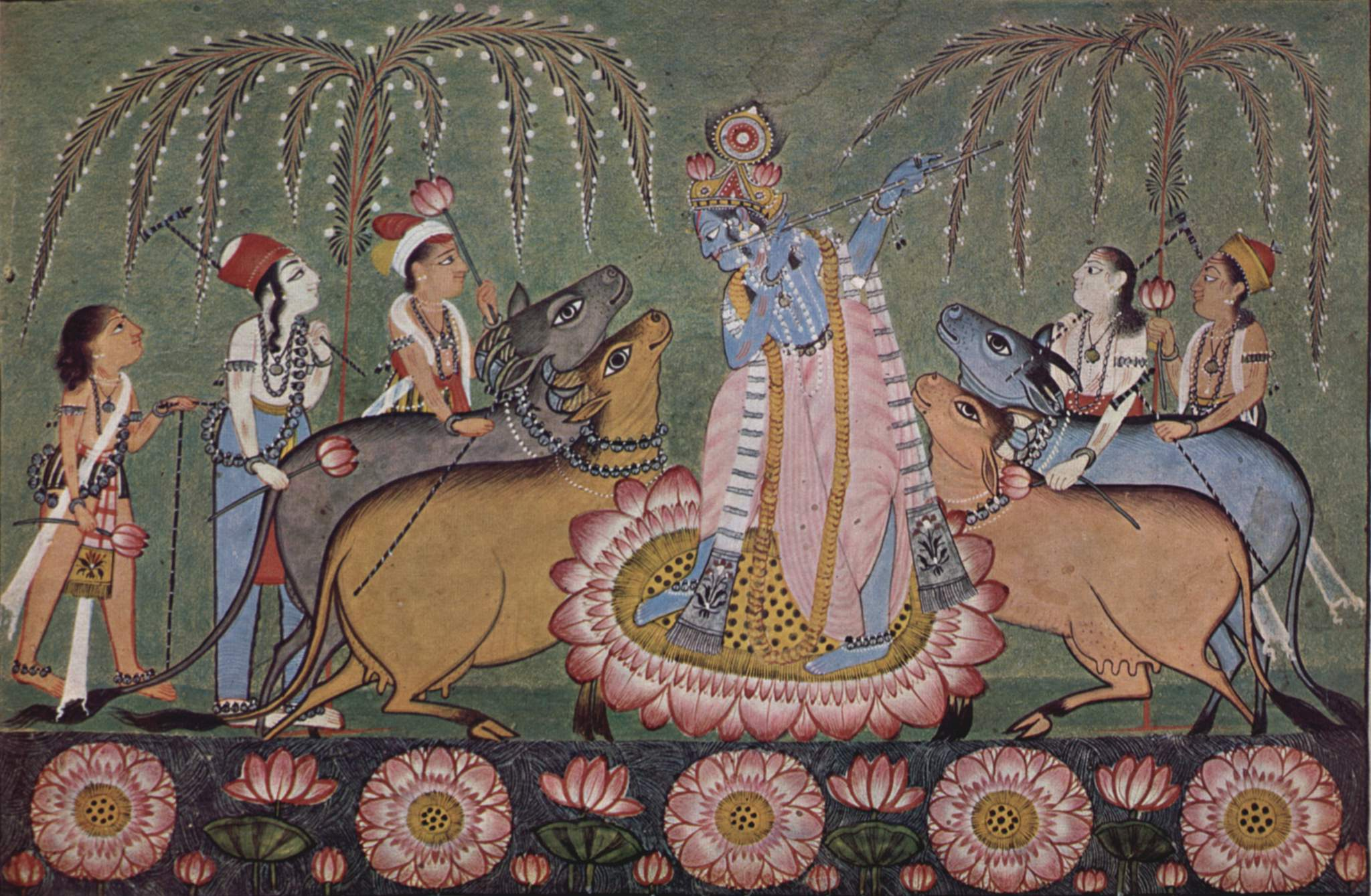
Krishna jouant de la flûte, entouré par des vaches

Une grande particularité de cette mythologie est de se montrer bien vivante. Elle sert toujours de base morale et spirituelle à de nombreuses personnes. Son influence se ressent à travers des particularités de la société indienne, telles que la préoccupation pour les divinités, le détachement du matériel, le côté paisible et l'absence de peur de la mort. Elle explique aussi en partie la sacralisation des bovins, bien que l'interdit sur la consommation de viande de bœuf ne soit pas antérieur au XVIIIe siècle. La vache est particulièrement présente dans la mythologie hindoue, en tant que mère nourricière universelle et incarnation de la terre.
Des personnalités indiennes telles que Gandhi, Sri Aurobindo et Râmakrishna disent avoir puisé dans cette mythologie et l'ont étudiée à travers leurs propres écrits. Chaque divinité du panthéon hindou est conçue comme « réelle, illimitée et absolue », et les personnes qui les invoquent les voient comme foncièrement bénéfiques. La volonté des dieux est souveraine sur celle des hommes et ne saurait être contrecarrée.

### Mythologie comparée
La mythologie hindoue a fait l'objet de nombreux comparatismes dans le cadre indo-européen. Le chercheur Georges Dumézil a remarqué que les cinq frères héros du Mahābāratha symbolisent la répartition tripartite de la société, commune aux indo-européens.

### Critiques
Le Jaïnisme, religion apparue en même temps que le Bouddhisme, se confronte rapidement à l'Hindouisme. Ses fictions remettent en question les mythes de la mythologie hindoue, souvent de manière ironique. Haribhadra, Harisena et Amitagati, du VIIe siècle au XIIe siècle, reprennent les images et les textes de la mythologie hindoue en leur conférant une orientation doctrinale propre à cette nouvelle religion, notamment par la remise en cause de l'immanence divine universelle au profit d'un système qui remet chacun à sa place.
La mythologie hindoue a souvent été jugée comme anachronique, primitive et étrange dans le monde occidental, les divinités étant volontiers qualifiées d'« aberrations impures et monstrueuses », et les fidèles de païens et d'idolâtres.

## Réappropriations culturelles
Vijay Singh, écrivain, cinéaste et scénariste, parle longuement de cette mythologie dans La Déesse qui devint fleuve.